# Acrocercops supplex
Acrocercops supplex är en fjärilsart som beskrevs av Edward Meyrick 1918. Acrocercops supplex ingår i släktet Acrocercops och familjen styltmalar. Inga underarter finns listade i Catalogue of Life.